# Die große Liebe (1931)
Die große Liebe ist ein in Gestalt eines Wiener Volksstücks zum Thema Mutterliebe gehaltenes, österreichisches Filmdrama aus dem Jahre 1931 mit Hansi Niese und Attila Hörbiger in den Hauptrollen. Der Wiener Theatermacher Otto Preminger führte hier das erste Mal Filmregie.
Die Filmhandlung nach dem Drehbuch von Siegfried Bernfeld und Artur Berger beruht auf einer wahren Begebenheit.

## Handlung
Wien, 1927. Die alte Frieda, eine kleinbürgerliche Wiener Geschäftsfrau mit bescheidenem Krämerladen, wartet nun schon seit zehn Jahren auf die Heimkehr ihres seit 1917 verschollenen Sohnes Franz aus dem  Ersten Weltkrieg. Schon dreimal hat sie davon geträumt, dass der heiß geliebte Sprössling vor der Tür steht. Eines Tages sieht Frieda in der Zeitung das Bild eines namentlich nicht genannten, jungen Mannes. Dieser hat ein Mädchen namens Erika, das in der Dunkelheit unvorsichtigerweise mit einem Ball direkt an der Kaimauer des Donaukanals spielte und dabei ins Wasser stürzte, herausgefischt und ihr dadurch das Leben gerettet. Keinen Moment hegt die Alte Zweifel daran, dass es sich bei diesem Lebensretter um ihren Franz handeln muss. Frieda macht sich sofort auf die Suche nach diesem Kindesretter und spürt, nach einem langen Marsch durch die Wiener Amtsstubenbürokratie, jenen Franz in einer Baracke auf, wo er mit anderen Spätheimkehrern, die derzeit wohnungslos sind, untergekommen ist. Als beide sich tatsächlich begegnen, ist die Mutterfreude Friedas derart groß, dass sie jenen Franz, einen Russlandheimkehrer, mit ihrer Glückseligkeit und Großzügigkeit geradezu überrumpelt, sodass sich Franz darauf einlässt, ihr den Gefallen zu tun, bei ihr einzuziehen und den „verlorenen Sohn“ zu spielen.
Frieda gibt alles, um für ihren vermeintlichen Sohn da zu sein. Da auch der erfolgreiche Taxiunternehmer Huber, dessen Tochter Annie mit ihr bekannt ist, mit einem Taxi angefangen hatte, will Frieda Franz zum Start ins Berufsleben ebenfalls ein Taxi kaufen. Frieda fälscht dafür ihr Sparkassensparbuch, indem sie dem realen Kontostand von 1000 ÖS handschriftlich eine Null anfügt, um den Kauf eines Taxis zu ermöglichen. Prompt fliegt der Schwindel auf und bringt Franz wegen Betrugs in arge Bedrängnis. Frieda geht zum zuständigen Polizeikommissar und gesteht, dass sie das Sparbuch gefälscht habe und nicht Franz. Franz hat zwischenzeitlich ebenfalls die reizende Annie kennengelernt, und beide finden aneinander Gefallen. Annie soll nach dem Willen ihres Vaters den spießigen und linkischen Rechtsanwalt Dr. Steinlechner heiraten, wovon das Mädchen alles andere als begeistert ist. Als ihr Vater zu Annies Geburtstag die arrangierte Hochzeit verkünden will, büxt Annie kurzerhand mit einem mit allerlei Leckereien aufgefüllten Catering-Tablett aus und geht zu Frieda und Franz, wo sie sich sehr viel wohler fühlt. Dort weiht Franz Annie in die gesamte Geschichte um Frieda, den verlorenen Sohn Franz und seine Rolle in dieser Geschichte ein und bittet das Mädchen, Frieda nichts davon zu sagen, dass er keinesfalls Friedas Sohn sei. Der Polizeikommissär stellt die Ermittlung zu dem mutmaßlichen Betrugsversuch gegen eine geringe Geldstrafe ein, und Annie und Franz können nun auf der Heimfahrt mit dem angezahlten Taxi in eine gemeinsame Zukunft starten. Auf der Rückbank des Fahrzeugs weiht indes Frieda ihre Nachbarin Rosa ein, dass sie längst wisse, dass dieser Franz nicht ihr Sohn Franz sei, wolle aber, dass Franz dies nicht erfahre.

## Produktion

### Veröffentlichung, Produktionsnotizen
Der Preminger-Film der „Allianz“, Wien Die große Liebe entstand im Oktober 1931 in Wien und erlebte dort am 21. Dezember 1931 auch seine Uraufführung. Die deutsche Premiere war am 10. März 1932 im Berliner Marmorhaus. Am 19. Februar 1999 wurde der Film im Programm von arte erstmals im Fernsehen gezeigt.
Die von Emil Stepanek ausgeführten Filmbauten entwarf Artur Berger, Alfred Norkus sorgte für den Ton. Frank Fox arrangierte Walter Landauers Filmkomposition.
Neben Regisseur Preminger gaben hier auch die Theaterschauspieler Martin Berliner, Vilma Degischer und Adrienne Gessner ihre Filmdebüts.
Gespielt wurden folgende im Wiener Musikverlag Ludwig Doblinger erschienene Musiktitel, deren Gesangstexte von Peter Herz stammen.
- Fräulein, darf ich Sie bitten …?, Lied und Slow-Fox
- Heut’ ist heut’ – morgen ist morgen, Marschlied

### Verschollen
Der Film galt lange Zeit als verschollen, konnte nach Auftreiben einer Kopie durch die Cinematheque Française aber vom Bundesarchiv/Filmarchiv restauriert werden. Fehlende Teil wurden aus Material der Cinémathèque Suisse ergänzt.

## Kritiken
Der Film erhielt seinerzeit wohlwollende Kritiken, an der Kinokasse war ihm ein eher bescheidener Erfolg beschieden. In Österreich war dem Film „ein so großer Erfolg“ beschieden, „dass Preminger weiterarbeiten konnte“.
Die Österreichische Film-Zeitung schrieb: „Zwei Wiener Autoren, Siegfried Bernfeld und Artur Berger, haben auf Grund einer wahren Begebenheit, ein außerordentlich wirksames Drehbuch mit einer Glanzrolle für die beliebte und vielleicht populärste Wiener Schauspielerin Hansi Niese geschaffen, die ihr Gelegenheit bietet, eine lebenswahre, urwüchsige wienerische Frau aus dem Volke … in unnachahmlicher Echtheit nachzustellen. (…) Es gibt viele Höhepunkte in diesem Film: unerreicht an Innigkeit und mitreißender Gewalt ist der Moment, wie die „Mutter“ ihren vermeintlichen Sohn zum ersten Mal begegnet und vor Schmerz und Seligkeit weint. Die Regie Otto Ludwig Premingers sorgt für eine Fülle lebendiger Episoden, wobei auch das Humoristische reichlich zur Geltung kommt. (…) Eine Glanzleistung in der Episodenrolle eines gutmütigen, äußerlich jedoch bärbeißigen Polizeikommissärs bietet Hugo Thimig“
Der Filmdienst meinte, dass der „Max-Reinhardt-Schüler Otto Ludwig Preminger“ in seiner ersten Regiearbeit „erstaunlich gut mit dem Tonfilm zurecht komm[e]“. Das auf „einer wahren Begebenheit beruhrende Heimkehrer-Schicksal, angesiedelt im Kleine-Leute-Milieu“, habe „in der österreichischen Volksschauspielerin Hansi Niese und dem jungen Attila Hörbiger zwei ausdrucksstarke Darsteller“. Preminger sei „dank einer präzisen Schauspielerführung ein zwar unverkennbar theatralisches, doch auch charmant-nonchalantes Melodram“ gelungen, „das sein Interesse an den großen Illusionen und kleinen Lebenslügen der Menschen positiv zum Vorschein bring[e]“. Das „typisch wienerische Milieu erschein[e] neben dem sozialrealistischen Einschlag auch humorvoll-sentimental durchsetzt. Die Möglichkeiten des Tonfilms [kämen] in der Nacht der Fälschung des Sparbuchs am besten zum Ausdruck: Frieda hört ständig den treibenden Schlag der Uhr, sieht die herabbrennenden Kerzen, die Ziffern im Heft“.
Cinema zog das Fazit: Gesellenstück eines späteren Meisters. Auf der Seite film.at war man der Meinung, es handele sich um „ein berührendes Heimkehrerdrama nach einer wahren Begebenheit, das vor allem die Schmerzen der im ‚Hinterland‘ auf ihre Söhne und Männer wartenden Frauen sensibel in Szene“ setze. Für Kino.de handelte es sich um „eine kleine, etwas ungelenke Komödie mit dem großen Attila Hörbiger in der Hauptrolle“. Mit dem Neuling Hörbiger habe man „immerhin einen Star von Format gewinnen können“.

„Zwar lässt der Film noch wenig von der spielerischen Eleganz von Premingers späteren Filmen erahnen; dennoch ist das humorvoll-sentimentale Melodram mit sozialrealistischem Einschlag nicht ohne Reiz, weil es von der Kraft der Illusionen erzählt und von guten Hauptdarstellern getragen wird.“